# Tipula (Lunatipula) turca
Tipula (Lunatipula) turca is een tweevleugelige uit de familie langpootmuggen (Tipulidae). De soort komt voor in het Palearctisch gebied.